# Дубовка
Дубовка — місто (з 1803), адміністративний центр Дубовського району Волгоградської області, що утворює міське поселення місто Дубовка. Засновано у 1734 році.
Населення — 14165 осіб (2017 рік).

## Назва
Назву міста пов'язують з тим, що його навколишні прибережні райони Волги раніше були покриті щільними дубовими гаями. Вони частково збереглися й дотепер. Існує ще одна версія походження назви міста за якою, воно утворене від назви особливого роду човнів «дубовка».

## Географія
Місто розташоване на східних схилах Надволзької височини, на правом березі Волгоградського водосховища, в 52 км від центру Волгограда (в 37 км від Тракторозаводського району).

## Історія

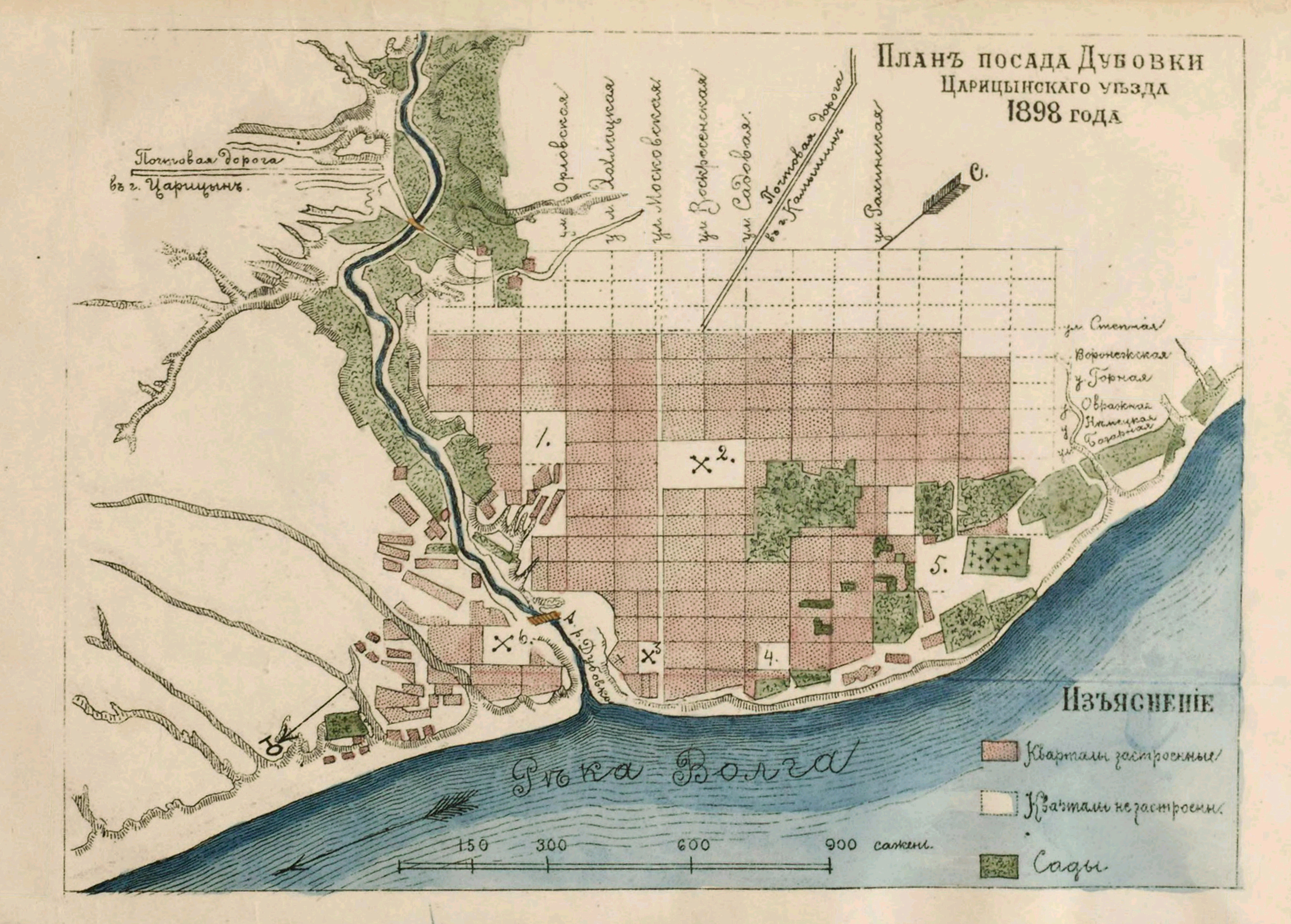
План посада Дубовка. 1898 рік.

### Археологія
У Дубовському районі виявлено залишки мамута й стоянку давньокам'яної доби.

### Сарматська доба
За раннього заліза на території Дубовського району мешкали племена сарматів.

### Золотоординське місто Бельджамен
У XIII—XIV сторіччях у 2 кілометрах північніше сучасної Дубовки розташовувалося багате золотоординське місто Бельджамен. У XIV сторіччі воно було знищено військами Тамерлана. Зараз це археологічний пам'ятник федерального значення Водянське городище.

### Центр Волзького козацького війська
У XVIII сторіччі вздовж правового берега Волги зводяться укріплена сторожова лінія. До приходу козаків берега Волги охоронялися солдатами з укріплення, що розташовувалося на місці сучасної Дубовки. Під час одного з набігів киргиз-койсацької орди більша частина солдатів фортеці була перебита. Донський козацький отаман Макар Персидський звернувся до Ганни Іоанівни з проханням дозволити козакам його війська облаштуватися на правому березі Волги, щоб мати можливість захищати її берег від набігів кочовиків. У 1733 році для охорони та оборони Царицинської сторожової лінії засновано Волзьке козацьке військо з центром у містечку Дубовка.
Проте роком заснування Дубовки вважається 1734 рік, коли було видано особливе розпорядження уряду Російської імперії, на підставі якого сюди було переселено 1057 сімей українців, росіян й донських козаків.
В обов'язки волзьких козаків входило несення вартової служби. Козаки повинні були ловити розбійницькі зграї й втікачів. Проте волзьке військо не виправдало покладених на нього надій. Козаки не займалися наведенням й підтриманням порядку. Замість цього вони переховували втікачів й розбійників.

#### Пугачовське повстання
У серпні 1774 року до Дубовки прийшов Пугачов зі своєю армією й козаки зустріли нового государя дзвоновим привітанням. Назустріч пугачовцям вийшло Дубовське духовенство. Велика частина козаків Дубовки, де він поповнив збройові й продовольчі запаси, присягнула Омеляну Пугачову. Потім повстанці рушили до Царицина, де Пугачов був схоплений імперськими військами. Після арешту й четвертування Пугачова, у Дубівці почалися переслідування: місцеве духовенство було розстрижене й вислано з міста.
15 липня 1775 року пожежа знищила в Дубовці всі будівлі, після чого містечко стало відбудовуватися наново. 25 вересня 1775 року на Волзі близько Дубовки військовим старшиною Волзького козачого війська Андрієм Персидським випадково вночі було перехоплено човен з 4 спільниками Кулаги. Того самого дня Кулагу впізнав у Дубовському шинку «сказовий» Астраханської канцелярії Іванов. Кулага був негайно схоплений. 9 жовтня всіх заарештованих відправили до Царицина, де пізніше повісили. У 1777 році, у зв'язку зі скасуванням Волзького війська, населення було переселено на Передкавказзя на річку Терек, а у Дубівці залишилося всього кілька дворів.

### Посад Російської імперії
10 липня 1785 року наказом Імператриці Катерини II Дубовка стала посадом. Незважаючи на те, що Дубівка значно спорожніла після переїзду козаків, посад починає інтенсивно розвиватися завдяки своєму вигідному географічному положенню. Починається інтенсивне переселення з українських губерній імперії. Оскільки Дубівка розташовувалася на перевозі через Волгу, весь уклад життя місцевих осадників був повністю підпорядкований ньому. У посаді виготовляли возові колеса, вози, кували залізо. У Дубовці було розвинене бондарство, а також млинарство та олійництво. Через посад проходив клямровий товар фабриканта Демідова, вироблений на уральських заводах. З Вятки й Ветлуги сюди доставляли корабельний ліс. На 1845 рік населення Дубовки становило 8 тисяч осіб.
Наприкінці XVIII — початку XIX сторіч Дубовка стає купецьким посадом. У 1846 році була прокладена вузькоколійна кінна залізниця Дубовка — Качалинська протяжністю більше 50 кілометрів, що багато в чому сприяла розвитку торгівлі. У Дубовці того часу проводилися численні ярмарки. Розквіт Дубовки доводиться на середину XIX сторіччя. У цей час в Дубівці налічувалося вже 25 заводів: шкіряні, салотопленні, маслоробні, пивоварні, рогожані, лісопильні. Саме тут у 1870 році з'явилися перші лісопильні заводи з паровим приводом від локомобіля. 1860 року у Дубовці було 1028 будинків, у тому числі 174 кам'яних. Населення посада зросло до 12844 осіб.
У 1860-х роках була побудована справжня залізниця, що з'єднала Волгу з Доном. Вона пройшла через Царицин, тому значення Дубовки, як економічного центру стало падати. Проте, посад продовжував розвиватися. На 1897 рік у Дубівці налічувалося 3740 будинків, з яких 730 було кам'яних.
За Російської імперії Дубовка була волосним центром Царицинського повіту Саратовської губернії.
До 1913 році в посаді проживали переважно міщани, що займалися хліборобством, кустарними промислами, баштанництвом, торгівлею й садівництвом. Однак колишню роль великого торгового порту на Волзі Дубовка встигла втратити. Незважаючи на це, купці продовжують залишатися найбагатшими мешканцями Дубовки. До 1913 році в Дубівці мешкало 18 203 особи.

### Радянська доба
Радянська влада була встановлена в грудні 1919 року. У роки Громадянської війни у Росії Дубовка була форпостом Червоної армії.
За німецько-радянської війни у Дубовський район привозили поранених у боях за Сталінград. Місто було прифронтовим. У Дубівці перебувала резервна бригада, що підготувала кілька десятків маршових рот й батальйонів для захисту Сталінграда. Тут же, у дні Сталінградської битви працювали військові шпиталі. На території міста у братських могилах шпиталями поховано 2469 осіб. Напередодні Сталінградської битви в Дубівці були зосереджені резерви Червоної армії для вирішальних ударів по німецьким військам. У роки війни 15138 дубовчан поповнили ряди Червоної Армії, з яких 6390 осіб не повернулися додому.

## Відомі особистості
- Мінін Сергій Костянтинович (1882—1962) — революціонер і радянський партійний діяч.
- Смирнов, Віктор Іванович (1902—1965) — генерал авіації.
- Жидков, Яків Іванович (1885—1966) — пресвітер, голова Всесоюзної ради євангельських християн-баптистів (ВСЄХБ).

## Водянське городище
За 3 кілометри на північ від Дубовки, на правому березі Волги, розташоване Водянське городище — руїни золотоординського міста XIV сторіччя, що ототожнюється з Бельджаменом. Локалізація Бельджамена на місці Водянського городища заперечується. Історії Водянського городища й Бельджамена присвячена одна з експозицій Дубовського районного музейного комплексу.

## Архітектура
Особливий інтерес представляє ансамбль забудови центру міста Дубовка кінця XIX — початку XX сторіччя. Завдяки тому, що під час Сталінградської битви місто залишилося за лінією фронту, у Дубівці збереглося багато кам'яних й дерев'яних будинків, що показують, як широко і багато жило місто на рубежі XIX і XX сторіч. Багатьом з них було надано статус об'єктів культурної спадщини регіонального значення.

### Успенський собор

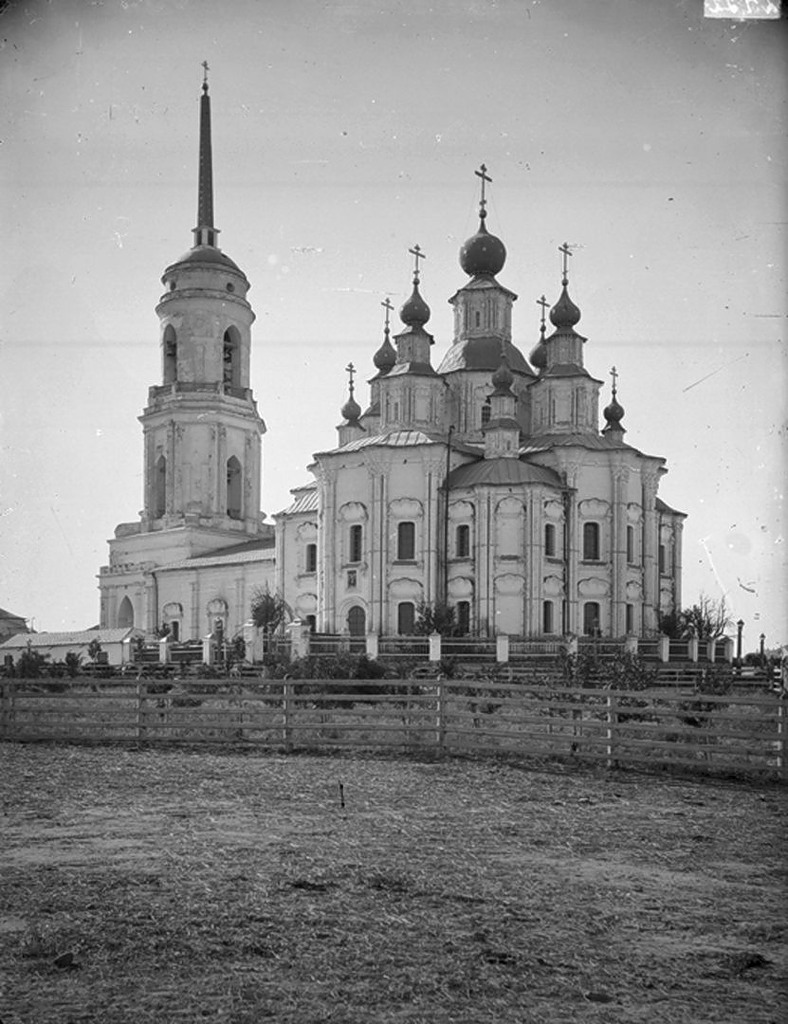
Собор волзького козацтва в Дубовці. Успенський собор (1796)

Храм, освячено в 1796 році був закладено першим отаманом Волзького козачого війська Макаром Микитовичем Персидським в 1762 році (за іншими переказами у 1763-65 роках) Споруджувався храм під керівництвом головного начальника козацького війська, сина Макара Микитовича, Андрія Макаровича Персидського. О. М. Мінх в своїй праці «Історико-географічний словник Саратовської губернії» писав про нього: «Розпочато його будівництво у 1763 році отаманом Волзького козацького війська Персидським. Довжина церкви, тепер з трапезою й дзвіницею 73 аршини, ширина справжня, з прибудовами — 34 1/2 аршини, висота з куполом й хрестом — 56 аршин (за В. О. Брещинським); за відомостями О. О. Зимнюкова, дзвіниця має в висоту до купола, у кам'яній кладці — 22 сажнів, вона закінчується шпилем з хрестом, оббитими залізом, причому висота всієї дзвіниці — 28 сажень (60 метрів!). Храм 9-головий, прикрашений зовні, колонами й напівколонами». Успенський собор було зруйновано у 1930-ті роки, як й інші 3 храми міста: Свято-Троїцький, Покровський та Вознесенський.

### Храмовий комплекс Святої Живоначальної Трійці

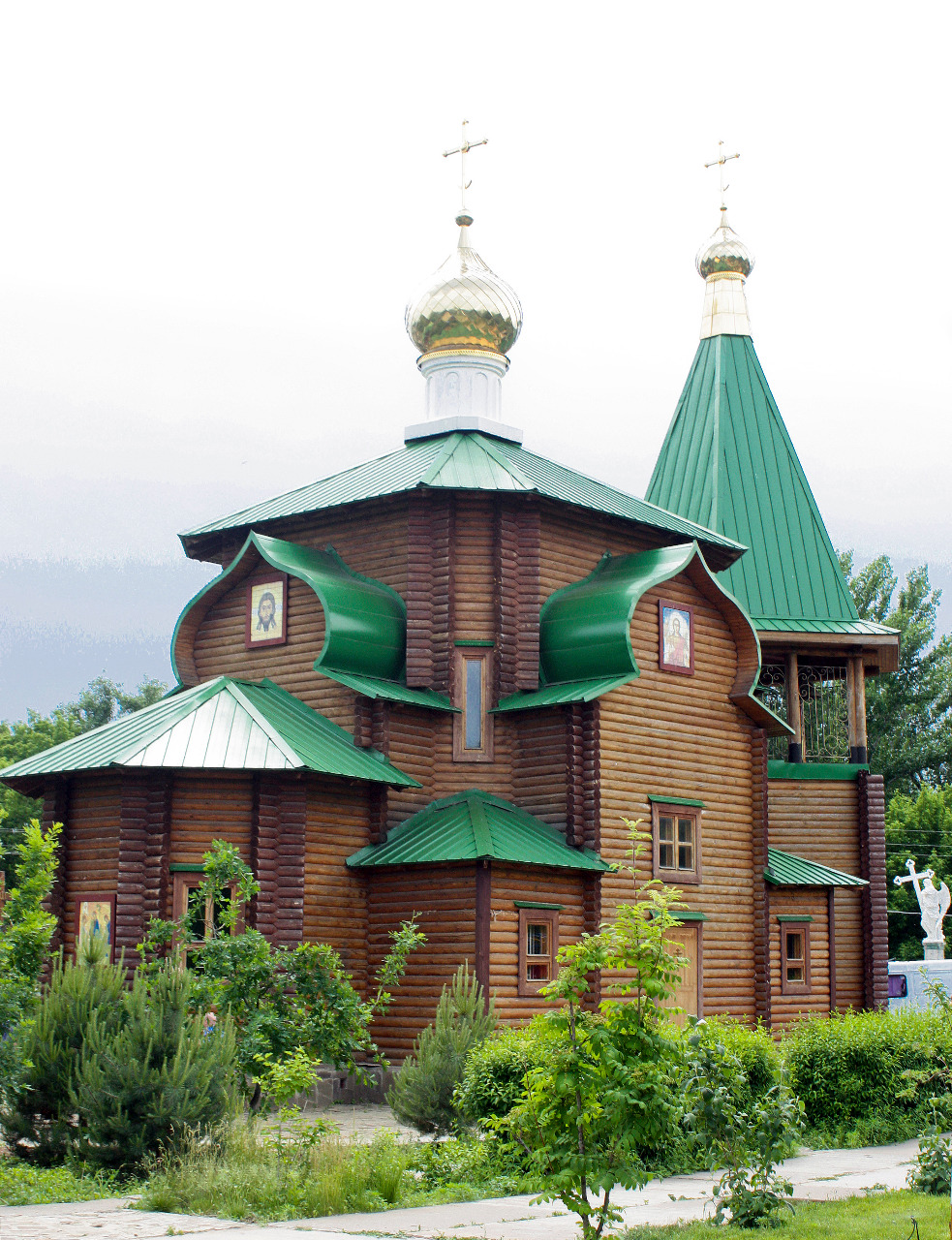
Храм Святої Животворящої Трійці (2006)

Зведення храму почалося 2006 року з благословення Митрополита Волгоградського й Камишинського Германа й установки поклінного хреста. У 2010 році було освячено новий Свято-Троїцький Храм. Він був побудований на місці зруйнованої наприкінці 1930-х років Воскресенської церкви.

### Церква Покрови Пресвятої Богородиці[14]
Церква Покрови Божої Матері міста Дубовка Волгоградської області побудована у 1850 році купцем Кулаковим, як цвинтарна й дивом збереглася від руйнування. У 1930 році була закрита й використовувалася у якості дизельної електростанції. У 1950 році її закинули. Парафія відтворилася у 1988 році.

### Свято-Вознесенський Дубовський монастир
Однією з головних визначних пам'яток є Свято-Вознесенський Дубовський монастир заснований у 1871 році. Він розташований за 2 кілометри на захід від міста.

### Житловий будинок купця Артамонова
1913 рік. Вулиця Кірова, буд. 2
Павло Артамонов займався хліботоргівлею й лісоторгівлею, а почав він свою справу з перевезення пасажирів через Волгу. Це видно і вплинуло на вибір місця для будівництва будинку. Комплекс будівель розташовано на березі Волги, і включає в себе великий двоповерховий будинок й розташоване ближче до берега комору-зерносховище, з'єднані високою цегляною огорожею з ворітьми. Сам будинок, ймовірно, було завершено у 1906 році. Це дата позначена на зробленому з тонких залізних прутів навісі парадного входу. На Волгу виходив балкон (втрачено). За спогадами очевидців Артамонов сидів на балконі і спостерігав за будівництвом цегляної стіни уздовж Воскресенської (Радянської) вулиці. Якщо йому не подобалося, він велів ламати і робити заново. Робочі зламають, дійдуть до половини і знову ламають. І лише на третій раз добротна цегляна стіна була закінчена. Після революції в будівлі розташовувалася поліклініка. В останні роки приміщення використовувалися одним з банком. Будинок не експлуатується після пожежі 2014 року.

### Садиба купця Жемаріна
1887 рік. Вулиця Радянська, буд. 32

Особняк належав Павлу Івановичу Жемаріну — відомому у Надволжі зерно- й лісоторговцю, власнику лісопильного заводу, благодійнику, яскравому представникові Дубівського купецтва. У сім'ї його батька, купця Івана Жемаріна, було 3 сини, і тільки один з них — Павло Іванович — вирішив побудувати собі будинок окремо. Він хотів, щоб цей будинок був найкрасивішим й незвичайним в посаді. Для будівництва Павлом Івановичем були запрошені досвідчені майстри, що побудували цей чудо-терем в стилі провінційного модерну. У ті роки поверхню даху, що складається з квадратів, фарбували в шаховому порядку в різні кольори, а верхівка найвищого купола була прикрашена шпилем з півником-флюгером. Російський письменник уродженець міста Дубівка Петро Іванович Селезньов так написав у своїй книзі «Крах»:
Воскресенською вулицею, найчистішою в усьому посаді, Андрій пішов повз купецьких будинків до Волги. Ось будинок Павла Івановича Жемаріна. Він не старий, багатий, самотній. По неділях до нього з'їжджаються гості, покликані, і непрохані. Вони п'ють, бешкетують. В понеділок, вівторок Жемарін ретельно похмеляється, а решту днів вештається по величезному будинку в строкатому китайському халаті з однією і тієї ж книгою у руках.
 Тепер у будинку розташована районна бібліотека імені П. Селезньова. У внутрішньому інтер'єрі збереглася архітектурна обробка: карнизи, плафони з падуги й ліпними розетками зі стилізованими рослинними візерунками й композиціями. Цікавим є унікальний керамічний камін німецького виробництва та голландські печі, обкладені білими кахельними плитками. Під особняком розташовано великий підвал з високими склепінчастими стелями, нішами й таємничими заглибленнями в стінах.

### Краєзнавчий музей. Житловий будинок купця Крючкова
1887 рік. Вулиця Радянська, б. 19
Будинок побудований місцевої будівельної артіллю з цегли місцевого виробництва на замовлення власника — члена Посадской думи Дубовки М. С. Крючкова. Чудовий приклад купецького будинку з торговими приміщеннями і розвиненою планувальною структурою. Характерний елемент ансамблю історичної забудови міста в «російською стилі» кінця 1880-х років. Збереглося архітектурне оформлення інтер'єру: ліпні плафони і стельові розетки, фризи з листяним орнаментом, кахельні печі з карнизами і майоліковими рельєфами. Експозиція музею складається з 4 залів:
- «Археологія Дубовського району»,
- «Козацька світлиця»,
- «Золотий вік Дубівського посада»,
- «Дубовські промисли».

Музей відкрився у 2004 році. З 2008 року в музеї функціонує виставковий зал.

### Житловий будинок купця Грязева
1888 рік. Вулиця 30-річчя Перемоги.
Купець 2-й гільдії Грязев Олександр Миронович побудував свій будинок не на новому місці, а в межах вже існуючих будівель «фамільного гнізда» на Німецькій (30-річчя Перемоги) вулиці. Тоді головний будинок був двоповерховим, а третій поверх надбудували пізніше з цегли зруйнованої Воскресенської церкви в 1937 році. Інтер'єр, що зберігся значними фрагментами, відрізнявся багатостильовим оздоблення. Збереглися кахельні печі, прикрашені карнизами й майоліковими рельєфами. У планувальній структурі будинку садиби чітко згруповані — на головну вулицю виходять парадні будівлі, а на другорядну вулицю — житлові й підсобні. Вся садиба Грязева обнесена високим цегляним парканом, частина якого збереглася. На подвір'ї розташовано будинок прислуги. Крім цього, були кінний двір, стайня, пекарня, кухня, склади й пральня. Все було побудовано з цегли для захисту від пожеж.
Грязев О. М. був найосвіченною людиною, членом Посадської думи Дубовки, власником великого лісозаводу, першого в країні з технічної оснащеності — їм вперше було впроваджено електропиляння. Займався благодійністю — на свята за його наказом пекли частування, що розкладали в матерчаті сумочки, а кучер розвозив їх всім, хто дубовчанам з потребами. У сім'ї було багато дітей, але, на жаль, більшість з них вмирали в ранньому віці, живим залишився тільки син Олександр. Дорослою дівчиною померла від туберкульозу улюблениця батьків Римма. Її проводжала вся Дубівка, люди співчували Грязевим. Відспівували Римму в Воскресенської церкви. Її кімната на другому поверсі з каміном і балконом, оздоблена ліпними фігурками ангелів, довго залишалася незайманою. А на воротах будинку в пам'ять про той батьківський сум збереглося кам'яне зображення мертвої голубки, що розкинула крила. З приходом Радянської влади сім'ю Грязевих не заарештували, але з хати вигнали. Вони зняли квартиру й жили скромно тут же, у Дубівці. У роки Громадянської війни з балкона другого поверху виступав командарм 1-ї кінної армії Семен Будьонний, про що говорить меморіальна дошка на стіні будівлі. У будинку Грязевих в перші роки Радянської влади розташовувався райвиконком, а потім й вулицю назвали Виконкомівська, зараз це вулиця 30-річчя Перемоги. З 1930 року у будинку розташоване Педагогічне училище. Майже весь випуск 1941 року разом з директором І. І. Гавриловим пішов на фронт, 52 випускника училища загинули в боях. Іменами двох героїв названі вулиці у Волгограді: керівник партизанського підпілля Клавдія Панчишкіна та загибла у фашистському таборі Тетяна Скоробогатова. Одна з кращих вулиць Дубовки носить ім'я Героя Радянського Союзу Миколи Санджирова, про якого розповідає меморіальна дошка на будинку педучилища. У роки німецько-радянської війни в будинку розташовувався шпиталь. Тепер у будівлі розташовується Педагогічний коледж.

### Житловий будинок купців Вааг
Перша половина 19 сторіччя. Вулиця Московська, буд. 2
Цегляна двоповерхова будівля розташована в прибережній частині історичної забудови міста Дубівка на перетині центральної вулиці Московської та вулиці Кірова. Воно споруджено на базі старої споруди, що датується кінцем 18 сторіччя, на замовлення німців-колоністів О. О. й М. О. Вааг, власників гірчично-олійного виробництва. Сучасний вигляд будинку відповідає прийомам фасадного рішення зразкових проектів в Саратовській губернії.

### Житловий будинок Бауера
Перша половина 19 сторіччя. Вулиця Московська, б. 7
Будинок з лавкою німця Володимира Христиановича Бауера має капітальний двокамерний підвал з окремими входами в кожну камеру. У традиціях Дубовки підвальне приміщення використовувалося для побутових потреб й для пристрою лавки. У будинку Бауера задня камера використовувалася як пекарня, передня — як лавка. Раніше в будинку розміщувався КДБ, а тепер — державна адміністрація міста Дубовки.

### Прибутковий будинок Шишлянникова
1884 рік. Вулиця Радянська, б. 25
Будинок збудований місцевої будівельної артіллю на замовлення власника — Л. О. Шишлянникова. й використовувався під купецький готель. Після революції в будівлі розташовувалися навчальні заклади — комуністична партшкола, агрошкола, зоотехнікум. Пожежею було знищено північно-східну частину будівлі. Втрачено зовнішні сходи на 2-й поверх з боку дворового фасаду.

### Прибутковий будинок Челюканова (купецький клуб)
Кінець 19 сторіччя. Вулиця Піонерська, б. 56
Будинок збудовано у 1870-х роках місцевою будівельною артіллю на замовлення значного Дубівського купця Челюканова. Будівля входила до ансамблю Базарної площі. До Жовтневого перевороту будинок використовувався як купецький клуб з банком, магазином, готельними номерами. Після революції в будівлі розташувався клуб, пізніше районний будинок культури.

### Житловий будинок Криуліна
1875 рік. Вулиця Санджирова, б. 56
При будівництві використано типове для цивільної архітектури Дубовки цегляне узороччя. Кам'яна, одноповерхова на високому напівпідвалі будівля з виступом в глибину двору й двох'ярусною галереєю по боковому й задньому фасаду. Фактура й барвистий візерунок цегляної кладки в так званому «російському стилі» — головний фактор художньої виразності. Схожі деталі у дубовських будівлях пояснюються тим, що купці будували приблизно в один час, переймали будівельні нововведення, використовували улюблені прикраси, будували за зразком відомої улюбленої будівлі.

### Житловий будинок Сорокіна
1870 рік. Вулиця Радянська, буд. 2
Цікавий приклад невеликого міщанського будинку третьої чверті 19 сторіччя. Відрізняється ошатністю фасадів. Будинок побудовано на замовленням Сорокіна місцевої будівельної артіллю з цегли місцевого виробництва. На будинку збереглася страхова дошка суспільства «Російський Ллойд» з датуванням 1870 року. Будинок кам'яний одноповерховий з підвалом. Кухня й комора відокремлюються коридором, що йде від ґанку, влаштованого з двору. У передній половині лицьові кімнати — зал й спальня, розділені перегородкою. Будівля розташована на високому березі Волги у найстарішій частині міста в безпосередній близькості від транспортної магістралі 19 сторіччя — вулиці Воскресенській (Радянська), що йде від причалів пристаней до Торгової площі.

### Галерея

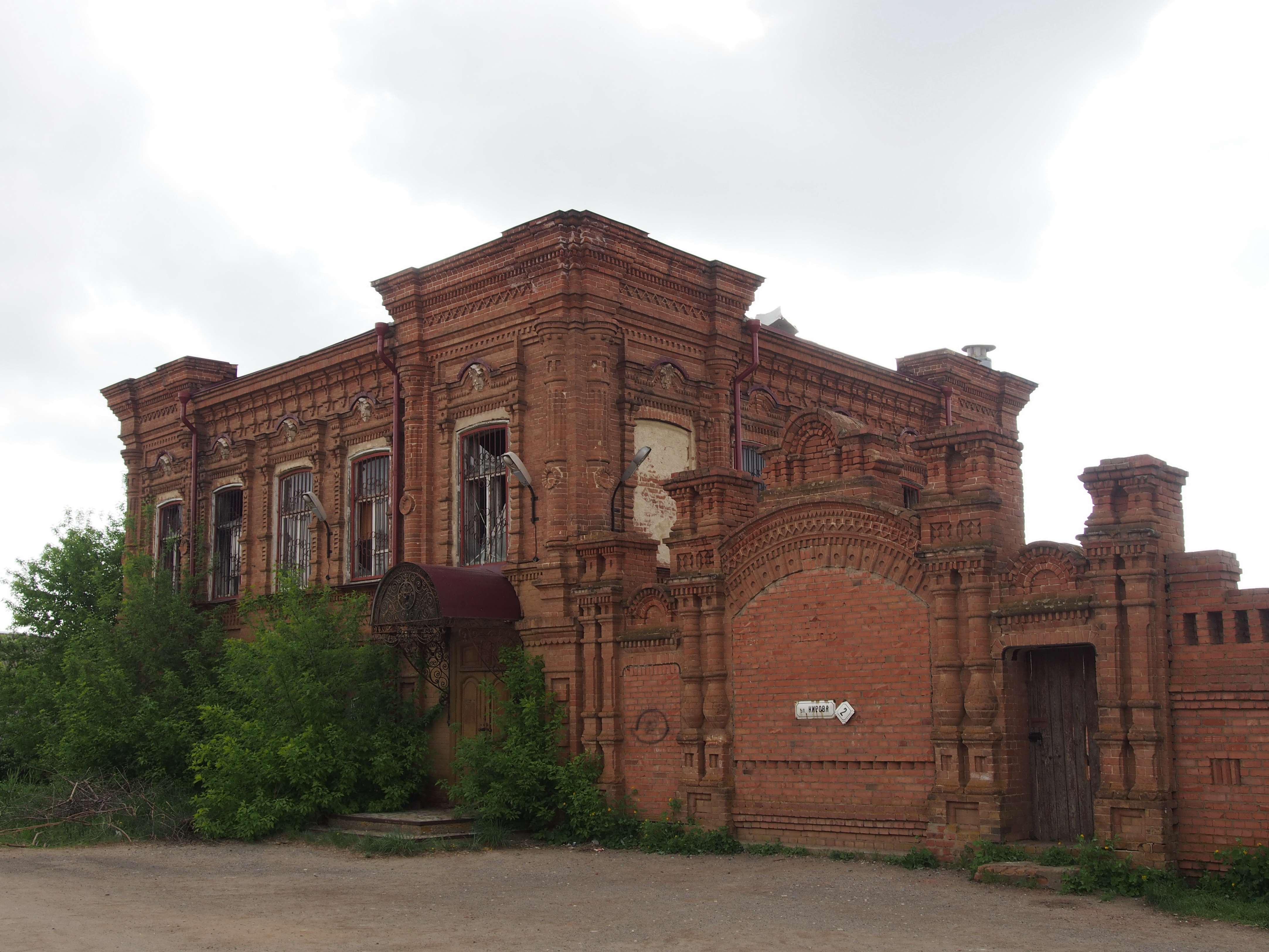
Житловий будинок купця Артамонова
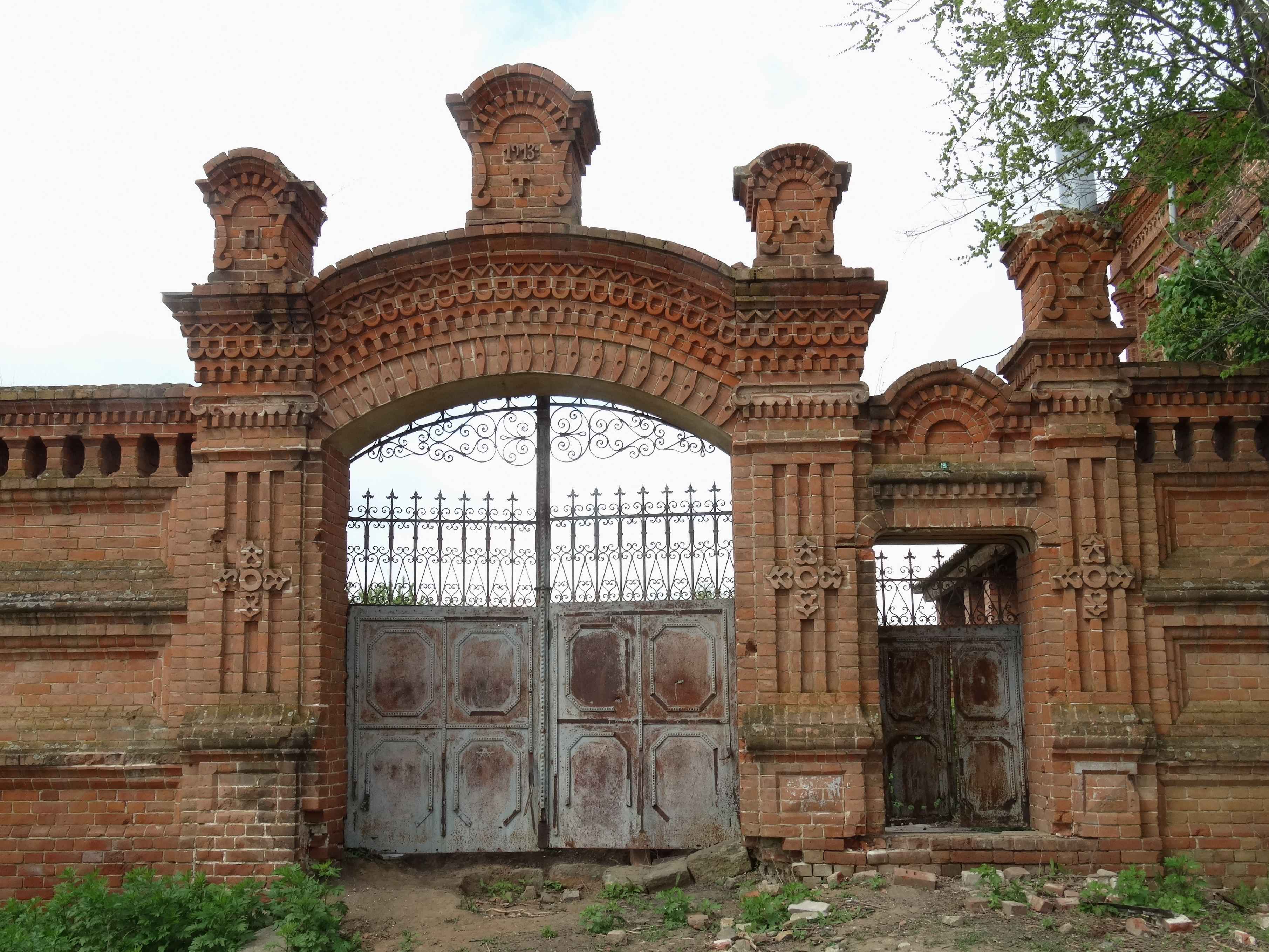
Ворота житлового будинку купця Артамонова
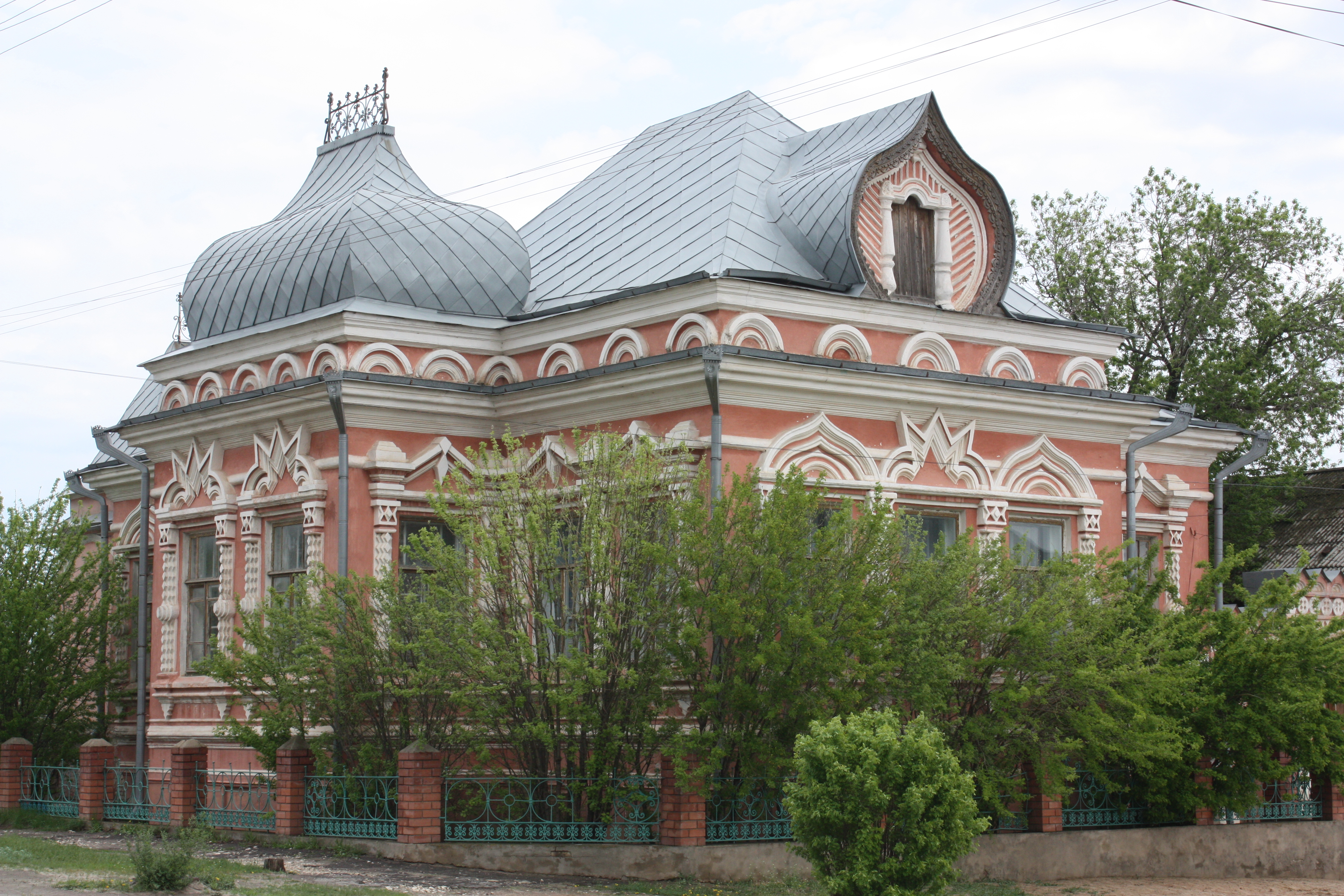
Садиба купця Жемаріна
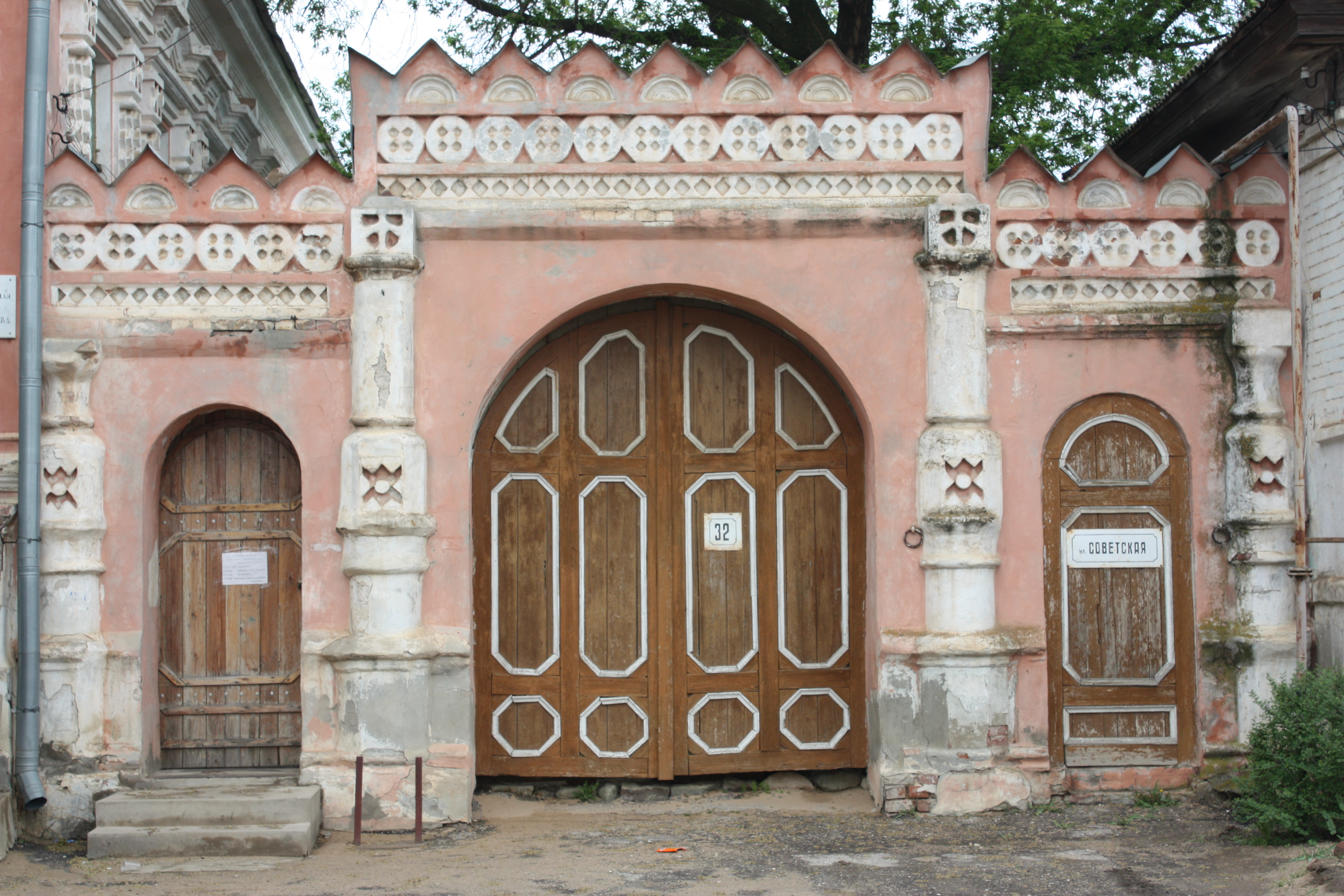
Ворота садиби купця Жемаріна
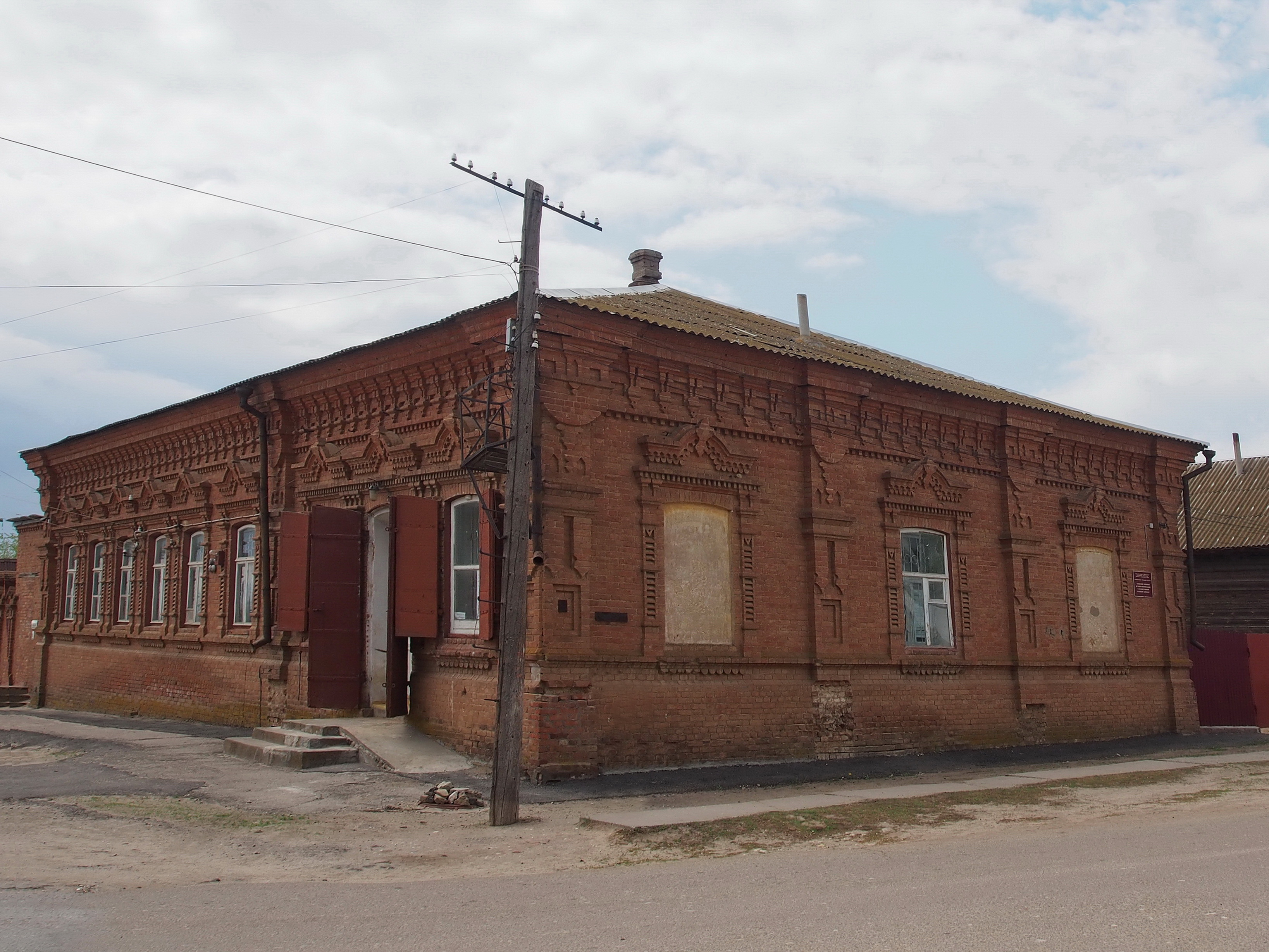
Житловий будинок купця Крючкова (музей)
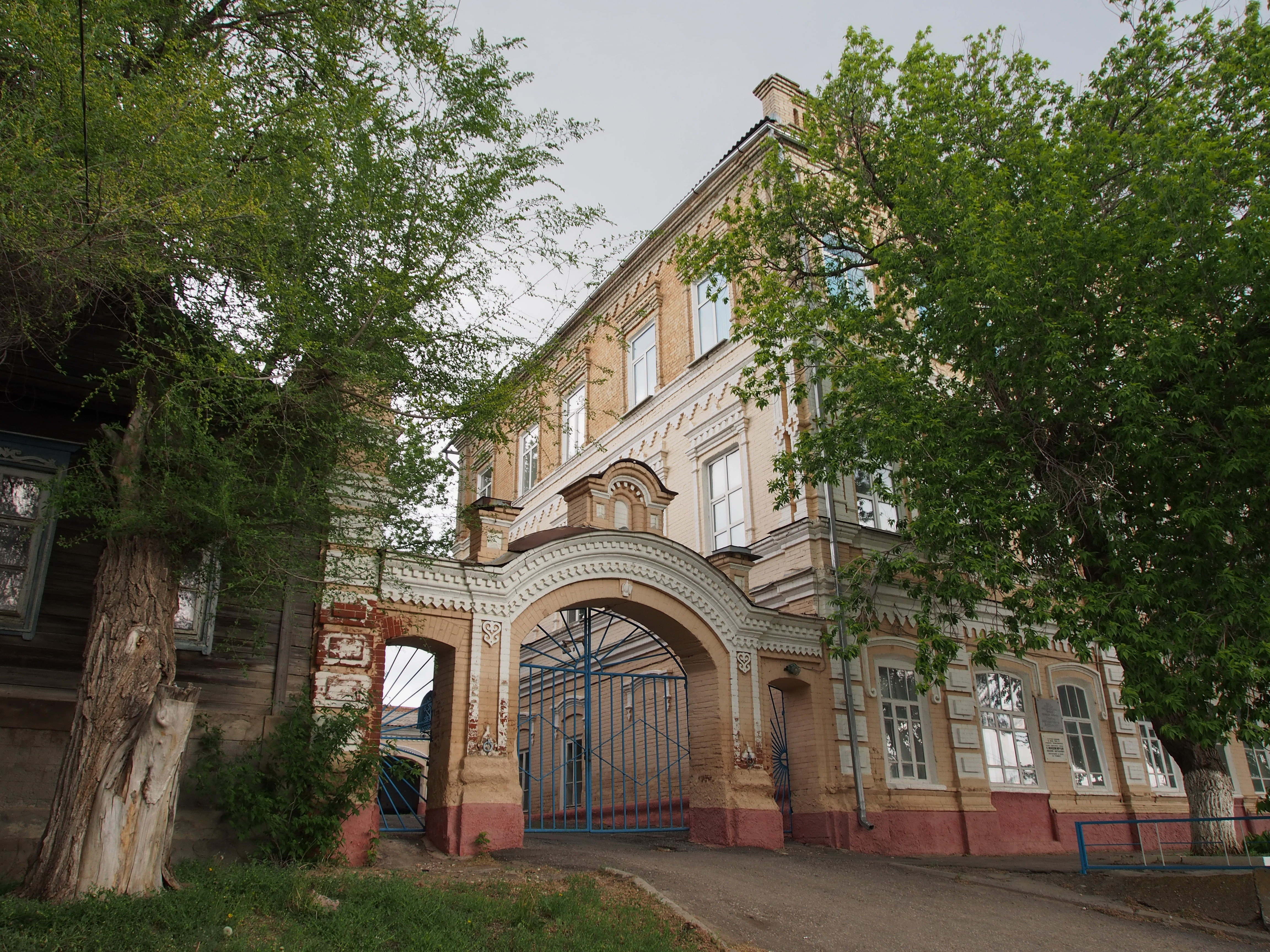
Житловий будинок купця Грязева
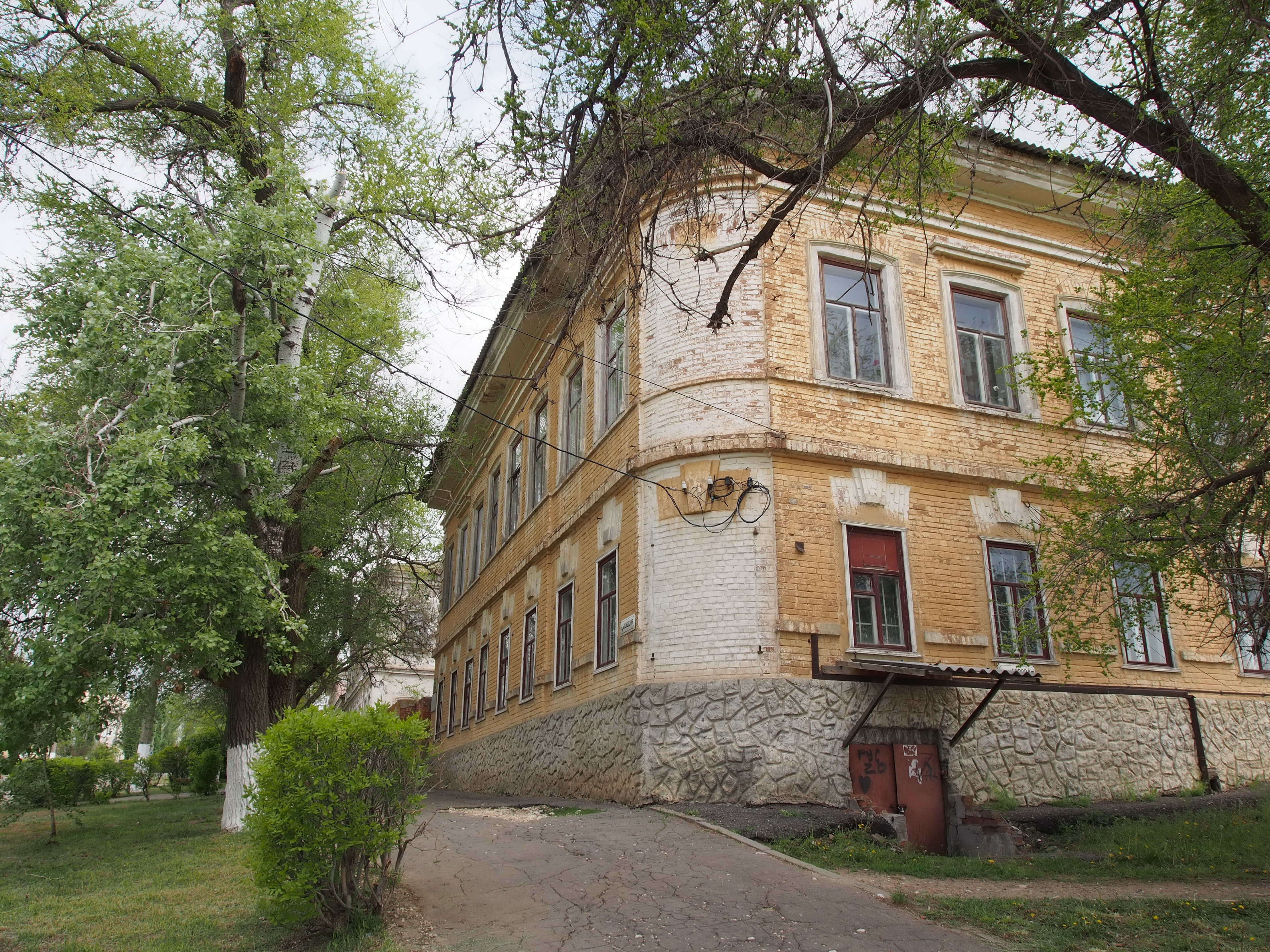
Житловий будинок купців О. О. й М.  О. Вааг
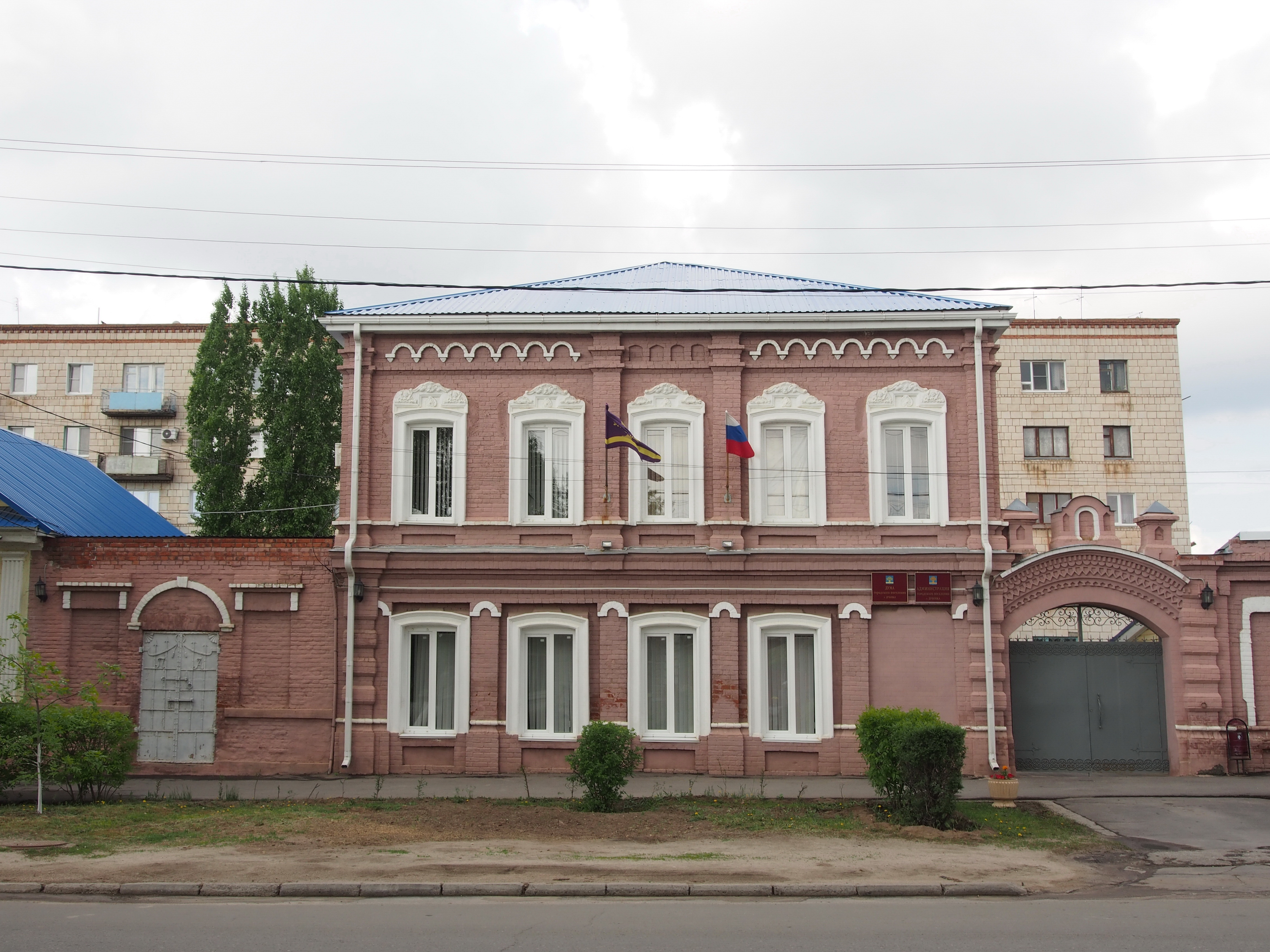
Житловий будинок Бауера
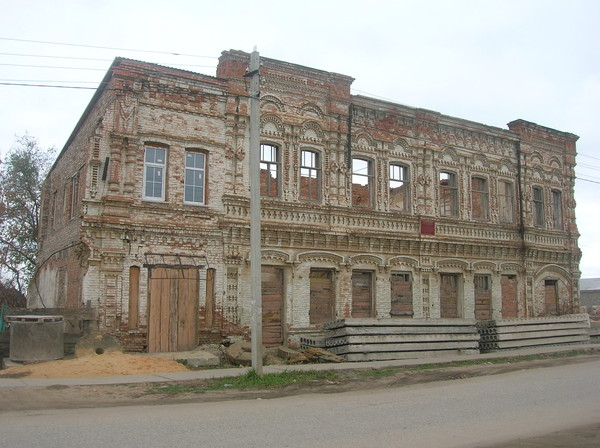
Прибутковий будинок Шишлянникова
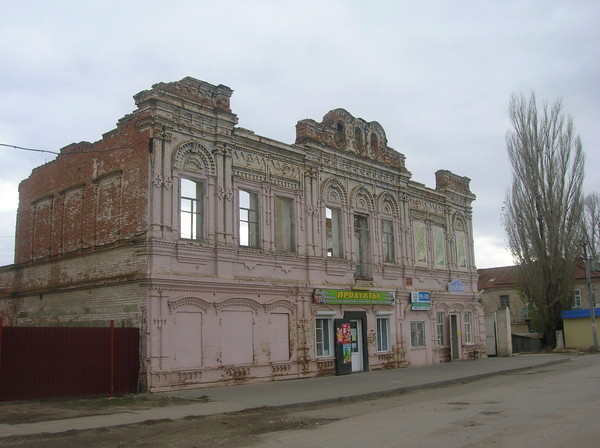
Прибутковий будинок Челюканова (купецький клуб)
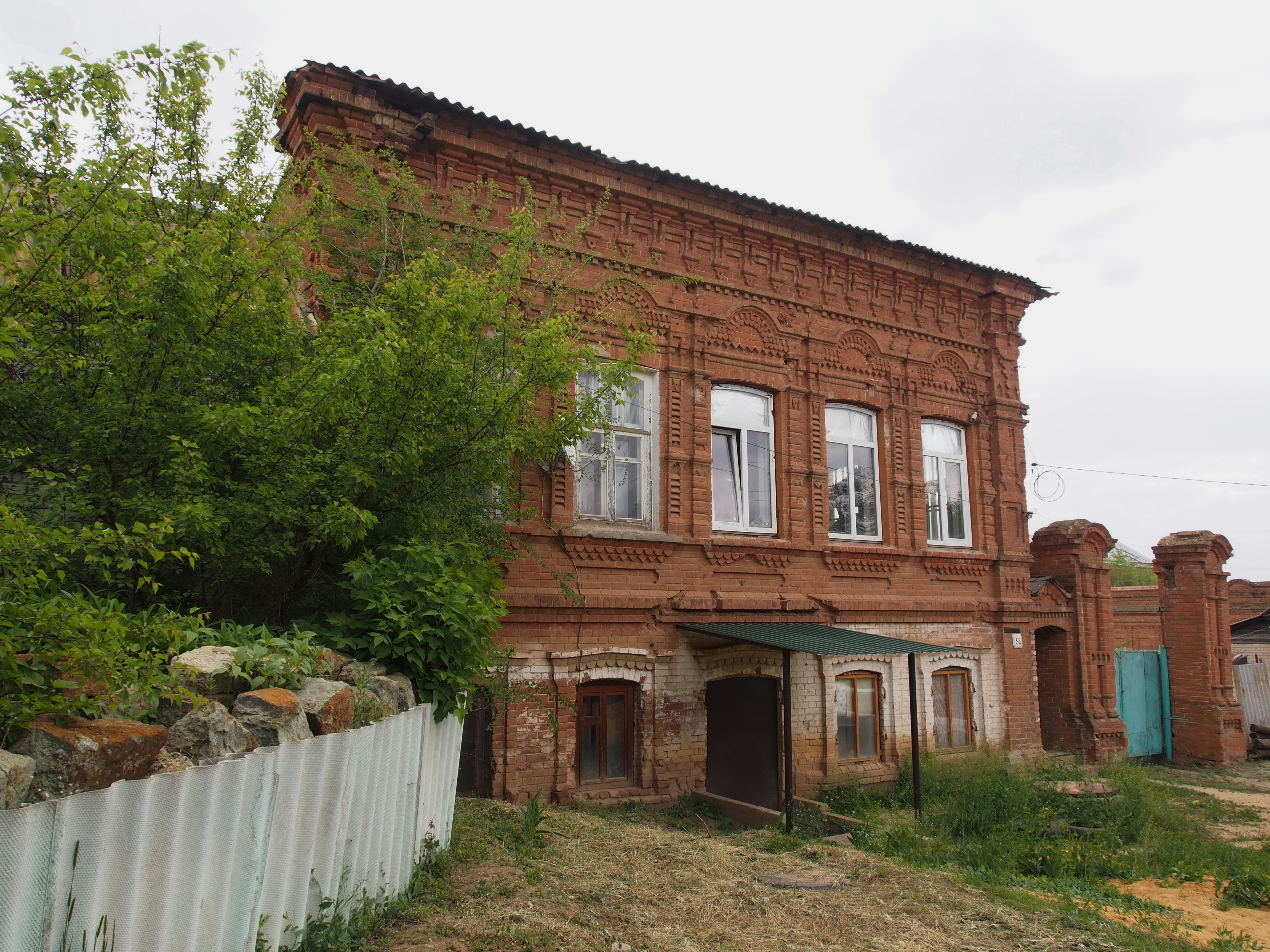
Житловий будинок Криуліна
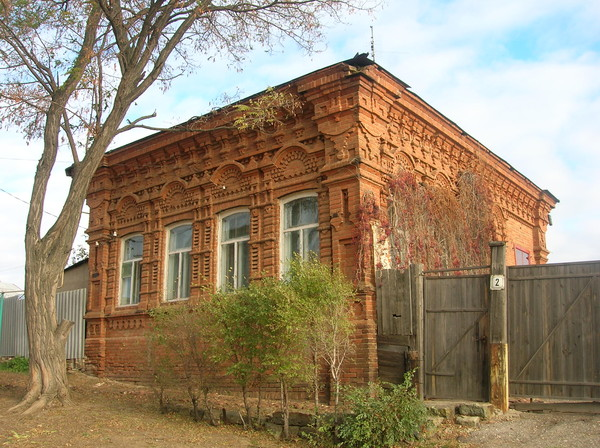
Житловий будинок Сорокіна

### Список архітектурних пам'яток
- Житловий будинок Литвинова. 1840 рік. Вулиця Гагаріна, б. 53
- Житловий будинок О. О. Федорова. Кінець 19 — початок 20 сторіччя. Вулиця Калініна, б. 79
- Житловий будинок купця Вороніна. Перша половина 19 сторіччя. Вулиця Кірова, б. 7
- Житловий будинок Діденко. Перша половина 19 сторіччя. Вулиця Комсомольська, буд. 4
- Житловий будинок Шарова. Середина 19 сторіччя. Вулиця Леніна, буд. 3
- Будівля колишньої поліції середини 19 сторіччя. Вулиця Мініна, б. 13
- Житловий будинок купців Репнікова. Вулиця Московська, буд. 4
- Адміністративно-житловий будинок. Середина 19 сторіччя. Московська вулиця, буд.6
- Житловий будинок купця Захарченко з магазином (Друга половина 19 сторіччя) З прилеглим до нього кінотеатром «Наполеон» (1910 р. споруди). Московська вулиця, буд. 13
- Житловий будинок Крилових. Кінець 19 — початок 20 сторіч. Московська вулиця, б. 31
- Житловий будинок Бондаренко Р. П.. Друга половина 19 сторіччя. Вулиця Московська, буд. 32
- Житловий будинок Тарасова з магазином. Кінець 19 ст. Вулиця Першотравнева, д. 52
- Житловий будинок Пекшева. Перша половина 19 сторіччя. Вулиця Республіканська, б. 31
- Житловий будинок купця Макарова. 1895 рік. Вулиця Радянська, б. 31

## Природна пам'ятка

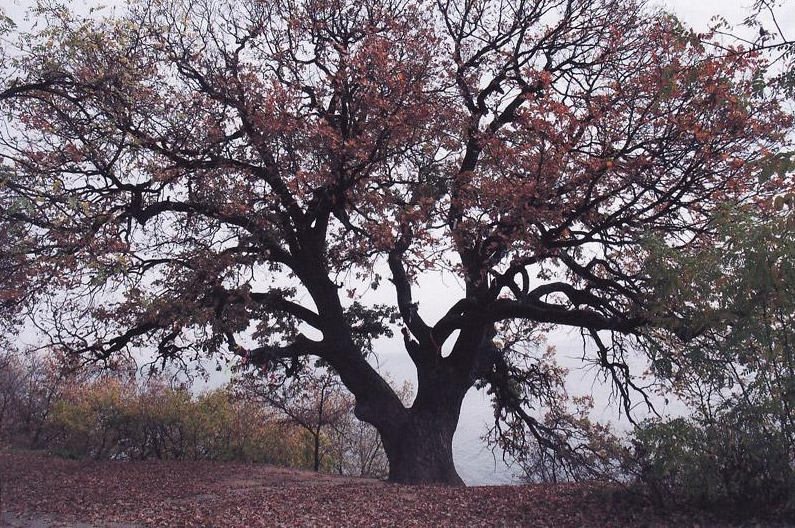
Дуб-патріарх

«Дуб-патріарх» — пам'ятник природи федерального значення і головний символ міста. Розташовано у лісопарковій зоні на березі Волгоградського водосховища на території санаторію «Дубовка». Ботанічний вид — дуб звичайний. Висота дуба — 18 м.

## Пам'ятники

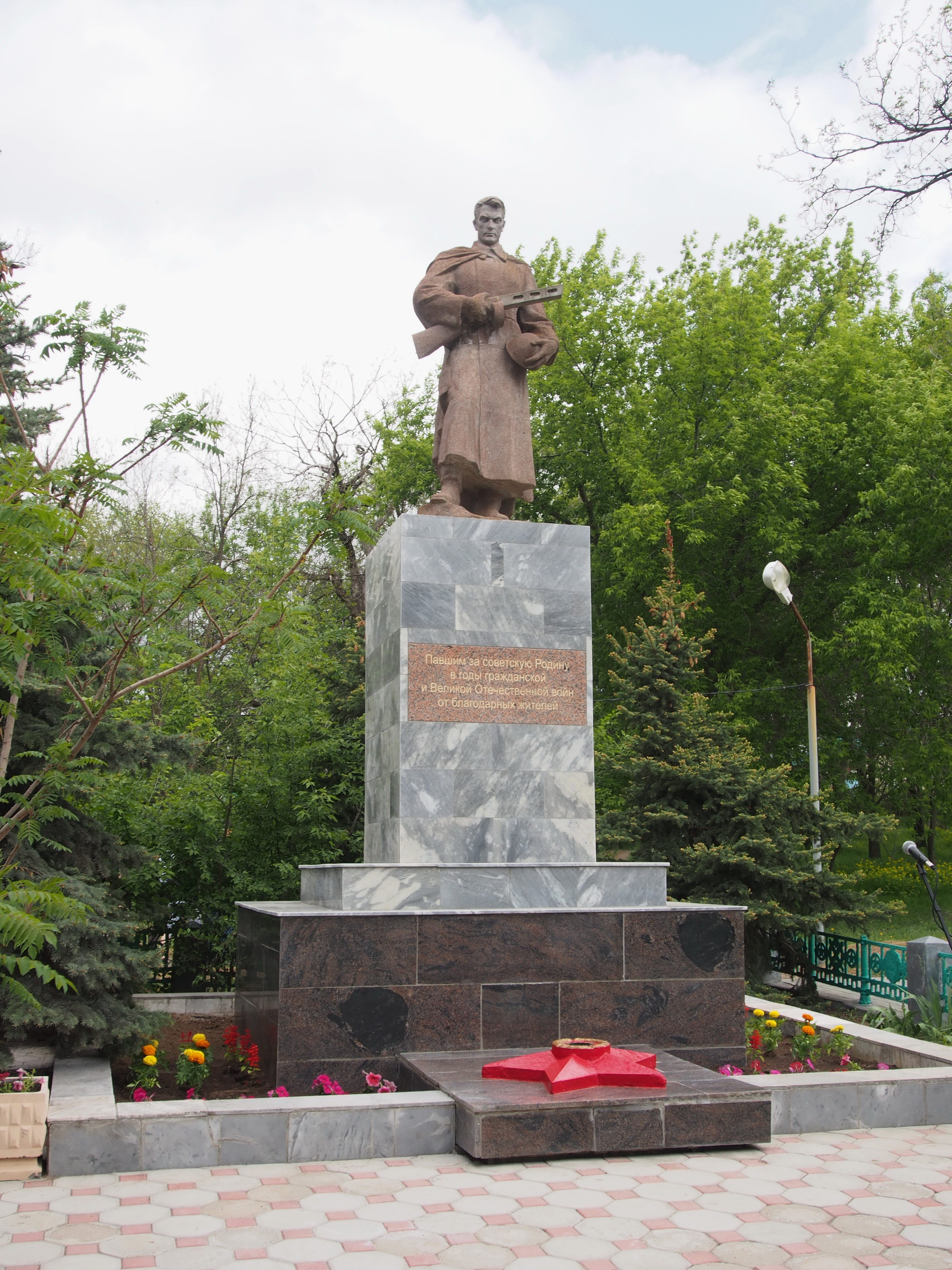
Пам'ятник полеглим за Радянську Батьківщину в роки Громадянської та Великої Вітчизняної воєн.

### Пам'ятникПолеглим за Радянську батьківщину в роки Громадянської та Великої Вітчизняної воєн від вдячних мешканців
Пам'ятник стоїть на місці братської могили на Алеї Героїв у Центральному парку. Він виконаний у вигляді скорботного воїна, який тримає в руках каску й автомат. Пам'ятник встановлено в 1972 році. Сама ж Алея Героїв у місті Дубовка створювалася з метою увічнення пам'яті земляків — 10 Героїв Радянського Союзу і 2 повних кавалерів ордена Слави. Її відкриття відбулося 19 листопада 2007 року, і було приурочено до дати переломного моменту в Сталінградській битві. Так само на Алеї Героїв є Обеліск в пам'ять про воїнів, які загинули в мирний час в збройних конфліктах, й Обеліск присвячений мужності ліквідаторів наслідків катастрофи на Чорнобильській АЕС.

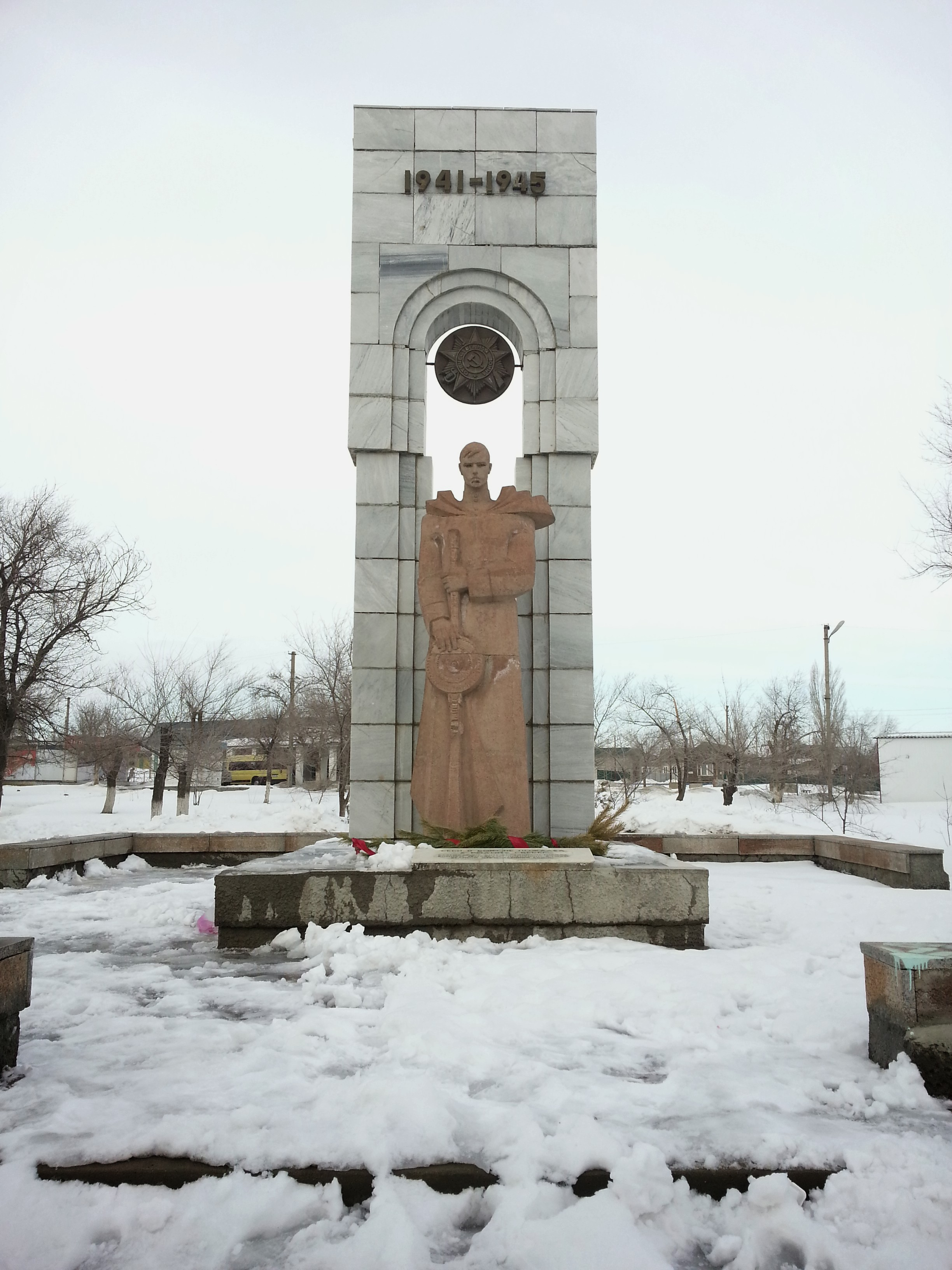
Пам'ятник воїнам-землякам загиблим в роки Великої Вітчизняної війни

### Пам'ятник воїнам-землякам загиблим в роки німецько-радянської війни
Пам'ятник стоїть в парку Автомобілістів. На меморіальній плиті підписано:
«Себе в бою не пошкодував, а батьківщину зберіг. Вдячні мешканці району й міста воїнам-землякам, які загинули в роки Великої Вітчизняної війни».

### Пам'ятник воїнам загиблим у німецько-радянській війні
Пам'ятник розташовано на братській могилі на Мартиновській площі.

## Господарство
У Дубовці розташовані:
- хлібоприймальний пункт
- ТОВ «Водолєй» (Мінеральна вода)
- хлібний завод
- Дубовський м'ясокомбінат
- Агропромснаб
- Мінікомбінат з виробництва будматеріалів
- ТОВ «Волгокартон» (виробництво гофрокартону та упаковки з гофрокартону)
- Кондитерський цех — «Вкусняшка с Дубовки»[20]

## Освіта

### Професійно-технічна освіта
- Професійне училище № 58

### Середні спеціальні навчальні заклади
- Дубовський педагогічний коледж
- Дубовський зооветеринарний коледж імені героя СРСР О. О. Шарова

## ЗМІ
У місті виходить районна громадсько-політична газета «Сільська новина» й міська приватна газета «Наша газета — Дубовка».
«Сільська новина» — газета Дубовського району. Виходить по вівторках (1 д. а.) й суботах (2 д. а.), заснована у 1931 році. Засновники — Адміністрація Дубовського муніципального району, Міністерство друку і інформації Волгоградської області.
«Наша газета — Дубовка» — поширюється в роздріб, виходить по четвергах. Засновник — В. І. Олейников, голова руху «За соціальну справедливість».

## Цікаві факти
- У 1898 році в Дубівці було ховрахове виробництво «з виробленням ховрахових шкурок, шиттям хутра та різного ховрахового носильного верхнього одягу й салотопнею ховрахового жиру»[12].
- Поліцеймейстер В. О. Брещинський[12] у 1898 році відзначив наступні цікаві особливості мешканців Дубовки:

«Тривалість періоду смутного часу й минула віддаленість краю від центру адміністративної влади поклали свою печать на мешканців посада, сліди якої, згідно з законом історичної спадковості, різко відзначають справжніх нащадків колишніх дубовчан від населення решти губернії. Так свавілля, буйний й дикий норов, розбещене життя, обурливе невігластво, а також вживання завжди в справу зброї й ходіння з ним вулицями, тримання при собі ножів, револьверів, різного роду й форми нагайок, кистенів й кийків, складають звичайне явище серед дубовського населення й дотепер. Досить сказати, що майже кожне весілля, кожне сімейне свято й дотепер нерідко супроводжується запрошенням чинів поліції для підтримки порядку й утримання від буйства, що у Дубовці, мало не в усьому, завоювало собі звичайне право».
- З книги Петра Селезньова «Дубовка. Відлуння далеке й близьке»: «У сорок восьмому році Дубівка зустріла мене тихим запустінням, почорнілими від часу старопосадськими будинками й ледачим собачим перебрехом. Від собору Успіння Божої Матері залишилася купа щебеню, церкви були зруйновані — збереглася лише одна, Свято-Троїцька, у задубовській частині. Її, останню, підірвали на моїх очах вже у 1958 році. Жіночий монастир запаскудили, у ньому розмістили школу керівних колгоспних кадрів. У монастирській церкві влаштували клуб, у маленьких затишних кімнатках, колись монастирських келіях, смерділо вчорашньої пиятикою, відхожі місця були загиджені, обсипані хлорним вапном, на стінах висіли гасла, плакати, мальовані корови, свині, вівці. І тільки незнищенний запах ладану вперто не піддавався мерзоті»

## Міста-побратими
| Країна | Місто    | рік споріднення |
| ------ | -------- | --------------- |
| Чехія  | Брунталь |                 |
| Чехія  | Крнов    |                 |